# 歐鏞
歐鏞（?—?），廣東省廣州府順德縣人，清朝政治人物、進士出身。
光緒二十四年（1898年），参加光緒戊戌科殿試，登進士二甲108名。同年五月，以主事分部学习，后授兵部主事，加員外郎銜。